# Arboreto y jardín botánico de Pua Mau Place
El Arboreto y jardín botánico de Pua Mau Place (en inglés: Pua Mau Place Arboretum and Botanical Garden) es un arboreto y jardín botánico, de 45 acres de extensión, en Kawaihae, en la parte oeste de la isla de Hawái, Hawái.

## Localización
Se ubica en las secas laderas de la montaña "Kohala Mountain Range". 
Pua Mau Place Arboretum and Botanical Garden, Highway 270 at 10 Ala Kahua, Kawaihae, Hawaii county, Hawaii HI 96743 United States of America-Estados Unidos de América.
Planos y vistas satelitales.20°4′15.6″N 155°50′38.76″O / 20.071000, -155.8441000
Se abre todos los días de la semana. Se paga una tarifa de entrada.

## Historia
Fueron creados en 1974 por el botánico Dr. Virgil Place.
La instalación se centra en la preservación de las plantas leñosas nativas "Pua Mau" (El nombre Pua Mau significa: "siempre florece" en idioma hawaiano), así como muchas otras especies nativas importantes. 
Aquí botánicos, ecologistas y amantes de las plantas aficionados pueden descubrir la riqueza y la diversidad de la flora de Hawái en un entorno espectacular.

## Colecciones
"Pua Mau Place" es un santuario árboles y plantas principalmente, con un impresionante laberinto de hibiscus con más de 200 variedades llenas de colores como el lavanda, el rosa y el oro, con flores todo el año. 
En todo el recinto hay esculturas originales, hechas con rocas de lava roja y un círculo mágico de grandes piedras tomando como ejemplo los lugares rituales celtas de las islas británicas. Estas piedras están dispuestas de tal manera que indican los solsticios y los equinoccios durante todo el año. 
Todas las plantas están claramente identificadas con su nombre común, nombre científico y el país de origen y Pua Mau Palace ofrece un folleto informativo de guía en la caminata.
La Galería Pikake, donde se exhiben obras de arte de artistas locales. 
En ciertas épocas del año puede incluso ser capaz de ver ballenas en las aguas cercanas al Pua Mau. Muchas aves exóticas también pueden observarse recorrer los jardines, y hay un aviario que alberga 150 gallinas de guinea y pavos reales.